# Anopheles lutzii
Anopheles lutzii, jedna od brojnih vrsta kukaca dvokrilaca roda anofeles (Anopheles), podrod Nyssorhynchus, porodica komaraca koji je rasprostranjen po južnoameričkim državama Brazil, Argentina i Paragvaj. prvi ga je opisao Cruz, 1901. Sinonimi su mu: Anopheles guarani Shannon, 1928 i Anopheles nigra [Theobald, 1907.
Vrsta je ponovno opisana 1911. prema uzorcima sakupljewnim u južnom Brazilu po državama São Paulo i Rio de Janeiro, a autori su Sandra S Nagaki, Alan M. da Silva i Maria Anice Mureb Sallum.